# DR 137 236
Der DR 137 236 war ein Versuchstriebwagen der Deutschen Reichsbahn, der als Vergleichsfahrzeug zu den dieselelektrischen Triebwagen 137 111–116 mit mechanischer Kraftübertragung gebaut wurde und vom Wagenkasten her im Wesentlichen der genannten Reihe entsprach. Der Triebwagen war außerdem dem 137 235 ähnlich, im Unterschied zu diesem Fahrzeug besaß der 137 236 eine mechanische Kraftübertragung mit dem Mylius-Getriebe. Das Fahrzeug ist im Zweiten Weltkrieg zerstört worden.

## Geschichte
Da die 137 111–116 mit elektrischer Kraftübertragung ausgeführt waren, wurde mit diesem Fahrzeug ein Vergleichsfahrzeug mit mechanischer Kraftübertragung bei der Dessauer Waggonfabrik in Auftrag gegeben und 1937 ausgeliefert. Mit diesem Triebwagen sollte getestet werden, ob die günstigeren Beschaffungskosten der mechanischen Kraftübertragung die betrieblichen Ergebnisse rechtfertigten. Äußerlich war er sehr ähnlich den 137 111–116, die mit denselben Motoren ausgerüstet waren. Das äußere unterscheidende Merkmal zum ebenfalls sehr ähnlichen 137 235 war die Gestaltung der Abgasanlage auf dem Dach.
Nach der Abnahme wurde der Triebwagen im Raum Nürnberg verwendet. Dabei wurde das Fahrzeug nicht häufig eingesetzt, die Laufleistungen betrugen bis Kriegsbeginn in 21 Monaten 86.000 km. In diesem Zeitraum mussten zweimal die Belege der Einscheibentrockenkupplung des Mylius-Getriebes gewechselt werden, der Triebwagen war mit dem 137 235 der dieselmechanische Triebwagen mit der kräftigsten Motorisierung. Weitere Einsatzorte sind im Dezember 1938 im Bahnbetriebswerk Allenstein angegeben.
1945 wurde er ausgemustert und im HSL (Hauptschrottlager) Desching verschrottet.

## Konstruktive Merkmale
Der Grundriss des Wagenkastens ist ähnlich dem des 137 235. Lediglich der Platzbedarf für den Zwölfzylinder-Viertakt-Dieselmotor ist bei diesem Fahrzeug größer ausgefallen.
Von der Maschinenanlage her war der Triebwagen mit dem Dieselmotor Mercedes-Benz OM 85 ausgerüstet. Die Leistungsregulierung geschah mit Füllungsregelung vom Führerstand über Seilzug. Der für den Betrieb benötigte Kraftstoff wurde in zwei Behältern von je 300 l gelagert. Der Dieselmotor war auf Gummiunterlagen auf einem Hilfsrahmen gelagert und übertrug seine Leistung auf das Mylius-Getriebe, das als Fünfgang-Getriebe ausgebildet war. Außerdem besaß er im Aufbau einige Änderungen gegenüber der Standardausführung. Das Wendegetriebe war im Schaltgetriebe integriert, der Gangwechsel erfolgte rein pneumatisch. Dabei war der Luftdruck für das Schalten der Gänge höher als der für das Kuppeln, so dass der Schaltvorgang nur bei ausgerückter Hauptkupplung erfolgen konnte.
Geheizt wurde der Wagen mit einer Warmwasser-Umlaufheizung. Der koksgefeuerte Heizkessel war unterflur angeordnet. Als Betriebsstoffe wurden 75 kg Koks für die Wagenheizung mitgenommen.